# Porzana astrictocarpus
Espèce
Statut de conservation UICN

 EX  : Éteint
La Marouette de Sainte-Hélène (Zapornia astrictocarpus, anciennement Porzana astrictocarpus) est une espèce éteinte d'oiseaux de la famille des Rallidae.

## Description
Porzana astrictocarpus ne pouvait pas voler.

## Répartition
Cette espèce était endémique de Sainte-Hélène, dans le sud de l'Océan Atlantique.

## Extinction
Lorsque Saint-Hélène a été colonisée à partir de 1502, de nombreux mammifères ont été introduits sur l'île et l'espèce a été progressivement décimée.